# Farkas Gábor (katona)
Farkas Gábor (Székelyhíd, 1877. június 10. – Székelyhíd, 1949) építőmester, kőműves, memoáríró, az első világháborúban a debreceni 39. gyalogezred bronz vitézségi éremmel kitüntetett egykori katonája, akinek emlékírata 2014-ben került elő a családi hagyatékból.

## Élete
Édesapja Farkas Gábor, édesanyja Nyéki Erzsébet. Kezdetben nyomdásztanonc volt 2 és fél éven át, majd pedig 4 és fél évig kőművestanoncként dolgozott. Segédként számtalan helyen járt, így Nagyváradon, Érkeserűn, Szatmárnémetiben, Nagykőrösön, Kecskeméten és Budapesten. Útjának végeztével elvette Hatházi Juliannát, s kőműves iparosként helyezkedett el.
Az első világháború kitörése után (1914-ben) besorozták a debreceni 39. gyalogezredbe. Kiképzésre vitték Csehországba. Innen Königgrätzbe került, ahol harctéri kiképzésen vett részt. Ezután a frontra küldték, s 1916 januárjától a doberdói fennsíkon harcolt. Megbetegedett, s másfél hónapra kórházba került. A kórházból Budapestre, majd Debrecenbe, később Érmihályfalvára került, ahonnan visszarendelték Königgrätzbe. Ismét a frontra küldték, ahová 4 napig tartó utazás után érkezett meg. Ismét részt vett a harcokban, majd pedig megbízták, készítsen koporsót a tiszteknek, keresztet a közlegényeknek. 1918. október 20-án indult vissza csapatával Magyarországra. Pécsre érkeztek, ahol kitörő örömmel fogadták őket. Innen érkezett a magyar fővárosba, honnan hazatért Székelyhídra. 1930-ban Bukarestbe ment dolgozni, innen pedig Dümbovicára került, ahol egy cementgyárban dolgozott, majd november elsején ismét hazatért. A következő évben február 16-án meghalt felesége, áprilisban újra megnősült: Boné Juliannát vette el. 1949-ben szülővárosában halt meg.
2014-ben a Reggeli Újság és az Erdély Online nagyváradi lapok közölték Farkas Gábor ükunokája, Tatai István által talált emlékírást, amelyet a családi hagyatékban talált meg.